# سیارک ۴۹۹۱
سیارک ۴۹۹۱ (به انگلیسی: 4991 Hansuess، نامگذاری:1981EU29) چهار هزار و نهصد و نود و یکمین سیارک کشف شده‌است که در ۱ مارس ۱۹۸۱ کشف شد.
قدر مطلق سیارک برابر ۱۲٫۷۰ است.